# 대한민국 민법 제643조
대한민국 민법 제643조는 임차인의 갱신청구권, 매수청구권에 대한 민법조문이다.

## 조문
제643조(임차인의 갱신청구권, 매수청구권) 건물 기타 공작물의 소유 또는 식목, 채염, 목축을 목적으로 한 토지임대차의 기간이 만료한 경우에 건물, 수목 기타 지상시설이 현존한 때에는 제283조의 규정을 준용한다.

第643條(賃借人의 更新請求權, 買受請求權) 建物 其他 工作物의 所有 또는 植木, 採鹽, 牧畜을 目的으로 한 土地賃貸借의 期間이 滿了한 境遇에 建物, 樹木 其他 地上施設이 現存한 때에는 第283條의 規定을 準用한다.

## 사례
- 김씨는 2008년에 박씨로부터 임대기간을 5년으로 하고 기간 만료시 토지 위에 건축한 건물을 철거해 원상회복을 하기 하는 임대차 계약을 체결하고는 그 땅에 4억 원을 들여 2층 식당 건물을 지어 영업하였다. 임대 기간이 만료되는 2013년에 박씨는 김씨에게 건물을 철거한 후 땅을 돌려달라고 요구하였고 이때 임대기간 만료시 임차인이 지상건물을 철거하기로 약정했더라도 이는 민법 제643조 임차인의 지상물매수청구권을 배제하기로 한 약정 이어서 임차인에게 불리한 것이므로 무효라고 보아야 한다[1]

- 임차인이 해당 토지 위에 건물 기타 지상물을 건축한 후에 이를 이용하다가 임대차기간이 끝났을 때 임차인의 비용으로 건축물을 철거한 후에 원상회복한 다음 임대인에게 토지를 반환하기로 하는 약정은 민법 제643조 강행규정에 의해 적용이 배제된다[2]

- 타인의 토지상에 존재하고 있는 건물에 지상권이 있는 것으로 알고 건물을 낙찰 받아 사용하였는데(지료 지급), 어느 날 토지가 매각되어 새로운 토지소유자로부터 건물철거 및 토지인도 소송이 제기되면 이를 거부할 명분은 없지만, 토지소유자에게 지상물매수청구권(민법 제643조)을 행사하여 다투어 볼 여지는 없지 않다[3].

- 건물이 쉽게 철거할 수 있는, 불과 4일 만에 건축된 조립식 건물이며, 건물의 소유를 목적으로 한 임대차계약도 아니어서 건물의 철거가 사회경제적으로 큰 손실을 초래하지 않는 경우, 계약체결 경위와 제반 사정 등을 종합적으로 고려해 실질적으로 임차인에게 불리하다고 볼 수 없는 특별한 사정을 인정할 수 있을 때에는 강행규정에 저촉되지 않는 것으로 보아야 한다[4]

## 판례
- 민법 제643조에서는 지상물매수청구권을 강행규정으로 하여 당사자간 합의가 있었다고 해도 그 합의를 인정하지 않고 있다. 즉 당사자간 건축물에 대한 철거 약정을 했어도 그 내용이 임차인에게 불리한 것으로 간주돼 무효라고 보고 있는 것이다[5]

- 임차인이 임대차계약상 임대료 연체 등 채무를 불이행하여 계약이 해지되거나 주택을 멸실한 때에는 매수청구권을 주장하지 못한다[6]

- 건물의 소유를 목적으로 한 토지임대차계약의 기간이 만료함에 따라 지상건물 소유자가 임대인에 대하여 행사하는 민법 제643조 소정의 매수청구권은 매수청구의 대상이 되는 건물에 근저당권이 설정되어 있는 경우에도 인정된다. 이 경우에 그 건물의 매수가격은 건물 자체의 가격 외에 건물의 위치, 주변 토지의 여러 사정 등을 종합적으로 고려하여 매수청구권 행사 당시 건물이 현존하는 대로의 상태에서 평가된 시가 상당액을 의미하고, 여기에서 근저당권의 채권최고액이나 피담보채무액을 공제한 금액을 매수가격으로 정할 것은 아니다. 다만, 매수청구권을 행사한 지상건물 소유자가 위와 같은 근저당권을 말소하지 않는 경우 토지소유자는 민법 제588조에 의하여 위 근저당권의 말소등기가 될 때까지 그 채권최고액에 상당한 대금의 지급을 거절할 수 있다[7].

- 건물의 소유를 목적으로 한 토지임대차계약의 기간이 만료함에 따라 지상건물 소유자가 임대인에 대하여 행사하는 민법 제643조 소정의 매수청구권은 매수청구의 대상이 되는 건물에 근저당권이 설정되어 있는 경우에도 인정된다[8]

- 민법 제643조 소정의 지상물매수청구권은 지상물의 소유자에 한하여 행사할 수 있다[9]

## 참고 문헌
- 빌린 땅에 지은 건축물, 계약만료후 보상 가능한지… 서울경제 2007/08/02
- 법과 생활-토지 임대차와 지상물매수청구권 제민일보 2013년 7월 25일
- 75.임차인의 건물매수청구권을 포기하기로 한 약정이 유효한지 기호일보 2013년 6월 21일
- 최광석의 부동산 법률이야기-토지임대차와 임차인의 갱신, 매수청구권 한국주택신문 2013년 5월 3일[깨진 링크(과거 내용 찾기)]
- 김균률 변호사의 생활법률 74.토지 소유자 변경 시 토지임차인의 지상물매수청구권 기호일보 2013년 6월 14일

## 같이 보기
- 지상물매수청구권
- 임대차